# Irene Wennemo
Irene Wennemo, född 2 april 1966, är en svensk ämbetsman. Hon var 2014–2019 statssekreterare hos Ylva Johansson på Arbetsmarknadsdepartementet och tillträdde den 1 september 2019 som generaldirektör för Medlingsinstitutet.
Wennemo anställdes vid LO 1997 och har där innehaft flera befattningar, bland annat som chef för arbetslivsenheten 2008–2010 och som utredningschef vid den näringspolitiska enheten. Wennemo har varit verksam som regeringens utredare i flera omgångar, bland annat rörande ett lärlingssystem för gymnasieskolan och från augusti 2010 som huvudsekreterare för utredningen om socialförsäkringarna. Som företrädare för LO och utredare har Wennemo figurerat i medierna. Hon deltog bland annat som gäst i Ekots lördagsintervju i augusti 2008.
Wennemo har tidigare varit ledarskribent på Aftonbladet och Dagens Arena samt fristående krönikör i tidningen Sydöstran.
Hon var ledamot i Högskoleverkets insynsråd från januari 2009 till december 2010 och ledamot i styrelsen för Lunds universitet under mandatperioden maj 2010 till april 2013.
Wennemo är filosofie doktor i sociologi och har tidigare arbetat på Institutet för social forskning vid Stockholms universitet. Hon var gift med Kenth Pettersson från 1998 till hans död 2007 och har ett förhållande med folkpartisten Amelie von Zweigbergk.